# Sonny Landham
William M. „Sonny” Landham III (n. 11 februarie 1941, Canton⁠(d), Georgia, SUA – d. 17 august 2017, Kentucky, SUA) a fost un actor și cascador american. Acesta era cunoscut pentru rolul lui Billy Bear în 48 de ore și cel al lui Billy Sole în Predator.

## Biografie
Landham s-a născut pe 11 februarie 1941 în Canton⁠(d), Georgia, și a copilărit în Roma, Georgia⁠(d). Acesta susținea că avea origini Cherokee, germane⁠(d), engleze⁠(d) și irlandeze⁠(d). De asemenea, a menționat că este și evreu. Landham a avut o soră pe nume Dawn.
A studiat la școala catolică Saint Mary și școala Școala Darlington⁠(d), iar apoi a jucat fotbal american timp de un an la Universitatea din Georgia⁠(d). Mai târziu, a absolvit Universitatea Oglethorpe⁠(d). După facultate, a lucrat în armată, pe un câmp petrolier, a fost preot baptist hirotonisit și model.

## Cariera

### Actor
Landham a studiat actoria timp de doi ani la Pasadena Playhouse⁠(d), iar în 1968 s-a mutat la New York  pentru a urma o carieră în actorie. La începutul carierei sale de actor, Landham a fost actor de filme pornografice. De asemenea, a pozat nud pentru Playgirl⁠(d). Mai târziu, acesta a apărut într-o serie de filme la Hollywood, inclusiv în Războinicii (1979), 48 de ore (1982), Predator (1987), Acțiune Jackson⁠(d) (1988) și După gratii⁠(d) (1989).

### Politician
În 2003, Landham a candidat la alegerile primare ale Partidului Republican pentru funcția de guvernator al statului Kentucky, sperând să repete succesul colegilor săi din Predator, guvernatorul⁠(d) Jesse Ventura din Minnesota și guvernatorul Californiei Arnold Schwarzenegger. În campania sa, Landham s-a împotrivit unui amendament susținut de Kentucky Family Court, declarând că tribunalul lucrează mai degrabă în beneficiul avocaților decât în cel al familiilor sau copiilor. Nu a reușit să obțină nominalizarea partidului. A candidat pentru scurt timp în calitate de candidat independent, dar s-a retras pe 18 iunie 2003 și a susținut candidatul republican.
În ianuarie 2004, Landham și-a anunțat candidatura pentru al 27-lea district al Senatului din Kentucky. În acel an, a susținut un discurs cu ocazia lansării oficiale a emisiunii radio The Political Cesspool⁠(d). În 2005, Landham a vorbit la convenția Council of Conservative Citizens.
Pe 25 iunie 2008, Landham și-a anunțat candidatura pentru locul din Senatul Statelor Unite deținut de Mitch McConnell ca reprezentant al Partiului Libertarian.
Pe 23 iulie 2008, Landham a apărut la emisiunea radio The Weekly Filibuster⁠(d), unde a fost întrebat de afirmațiile sale prin care cerea exterminarea poporului arab. Ca răspuns, acesta a cerut ca arabii să fie bombardați până se predau, iar dacă nu o vor face, bombardarea lor să continue. Mai mult, cerut ca arabilor să le fie interzisă intrarea în Statele Unite și i-a numit pe aceștia „lopătari de bălegar”. Pe 28 iulie, Partidul Libertarian din Kentucky i-a cerut lui Landham să-și retragă nominalizarea, citând acele declarații și menționând că politica sa intră în contradicție cu platforma și valorile partidului.

## Viața personală
Landham a fost căsătorit de cinci ori. A avut patru copii, inclusiv un fiu pe nume William și o fiică pe nume Priscilla.
După ce și-a amenințat și înjurat soția la telefon, acesta a fost condamnat la 3 ani de închisoare. Cu toate acestea, Curtea de Apel al șaselea circuit⁠(d) a anulat condamnarea în mai 2001.
Pe 19 septembrie 2006, Landham a fost rănit într-un accident cu patru mașini în Ashland, Kentucky⁠(d).

### Moartea
Landham a murit la vârsta de 76 de ani pe 17 august 2017 de insuficiență cardiacă.

## Filmografie
| An   | Titlu                                 | Rol                               | Notes           |
| ---- | ------------------------------------- | --------------------------------- | --------------- |
| 1969 | The Lost Man                          |                                   | Necreditat      |
| 1971 | B.S. I Love You                       |                                   | Necreditat      |
| 1974 | Special Order                         | Teamster #1                       | Necreditat      |
| 1974 | Come Fly with Us                      | Joe                               |                 |
| 1974 | Happy Days                            | French Cook                       |                 |
| 1974 | The Love Bus                          | Amos Johnson                      |                 |
| 1974 | The Switch or How to Alter Your Ego   | Huntington Van Huff               |                 |
| 1974 | Cheese                                |                                   |                 |
| 1974 | The Private Afternoons of Pamela Mann | Political Candidate               |                 |
| 1975 | The Defiance of Good                  | Dr. Gabriels Patient              |                 |
| 1975 | The Big Con                           | 'Tex'                             |                 |
| 1975 | The Passions of Carol                 | Curt Reynolds                     |                 |
| 1975 | Big Abner                             | Abner 'Big Abner'                 |                 |
| 1975 | Abigail Leslie is Back in Town        | Bo                                |                 |
| 1975 | Illusion of Love                      |                                   |                 |
| 1975 | Blood Bath                            |                                   |                 |
| 1976 | Virgin Snow                           | Ben                               |                 |
| 1976 | Slippery When Wet                     | Dougie Knowles                    |                 |
| 1976 | The Honey Cup                         |                                   |                 |
| 1977 | The Trouble with Young Stuff          | Lane The Milkman                  |                 |
| 1977 | Big Thumbs                            |                                   |                 |
| 1977 | Sylvia                                | Junkie #1                         |                 |
| 1978 | The Ganja Express                     | First Yellow Toga Guy             | Necreditat      |
| 1978 | MisBehavin'                           | Clyde                             |                 |
| 1979 | The Warriors                          | Policeman #3                      |                 |
| 1980 | Gloria                                | Riverside Drive Man No. 8         |                 |
| 1981 | Southern Comfort                      | Hunter                            |                 |
| 1982 | Poltergeist                           | Pool Worker No. 2                 |                 |
| 1982 | 48 Hrs.                               | Billy Bear                        |                 |
| 1984 | Fleshburn                             | Calvin Daggai                     |                 |
| 1986 | Firewalker                            | 'El Coyote'                       |                 |
| 1987 | Predator                              | Special Forces Tracker Billy Sole |                 |
| 1988 | Action Jackson                        | Mr. Quick                         |                 |
| 1989 | Lock Up                               | 'Chink' Weber                     |                 |
| 1992 | Maximum Force                         | Pimp                              |                 |
| 1993 | Best of the Best 2                    | James Lee                         |                 |
| 1993 | Madame                                | Hector                            |                 |
| 1994 | Taxi Dancers                          | Jim 'Diamond Jim'                 |                 |
| 1994 | Savage Land                           | Lassiter                          |                 |
| 1994 | Night Realm                           | Verrick                           |                 |
| 1995 | Guns & Lipstick                       | Albino                            |                 |
| 1995 | Fatal Choice                          | 'Brick'                           |                 |
| 1996 | 2090                                  | Indian                            |                 |
| 1996 | Carnival of Wolves                    | Bodyguard No. 4                   |                 |
| 1996 | Billy Lone Bear                       | Billy Lone Bear                   | Direct-to-video |
| 2007 | Disintegration                        | Boone Cagle                       |                 |
| 2009 | Mental Scars                          | Chief Bear                        | Direct-to-video |

### Televiziune
| An        | Titlu                         | Rol                      | Note                                             |
| --------- | ----------------------------- | ------------------------ | ------------------------------------------------ |
| 1981      | B. J. and the Bear            | Football Player          | Episodul: "Beauties and the Beasts"              |
| 1984      | The A-Team                    | Ryker                    | Episodul: "The Island"                           |
| 1984–1985 | Call to Glory                 | Willy Nighthawk          | 2 episoade                                       |
| 1985      | The Dirty Dozen: Next Mission | Sam Sixkiller            | Film de televiziune                              |
| 1985      | Hardcastle and McCormick      | Sheriff Billy Blackstone | Episodul: "You Don't Hear the One that Gets You" |
| 1986      | Fortune Dane                  |                          | Episodul: "Fortune Dane"                         |
| 1986      | The Fall Guy                  | Jake                     | Episodul: "War of the Wheel"                     |
| 1986      | North Star                    | Becker                   | Film de televiziune                              |
| 1987      | Miami Vice                    | Toad                     | Episodul: "Viking Bikers from Hell"              |
| 1992      | Three Days To A Kill          | Pepe                     | Film de televiziune                              |
| 1993      | Extralarge: Condor Mission    | Indian                   | Film de televiziune                              |